# المركز الطبي الاتحادي في بونتر
لمركز الطبي الاتحادي في بونتر هو سجن فيدرالي في الولايات المتحدة في ولاية كارولينا الشمالية للنزلاء الذكور من جميع المستويات الأمنية الذين لديهم احتياجات صحية خاصة. إنه جزء من مجمع بوتن الإصلاحي الفيدرالي ويديره المكتب الفيدرالي للسجون، وهو قسم من وزارة العدل الأمريكية. يضم معسكر سجن تابع مجاور زملاء ذكور يتمتعون بأدنى قدر من الأمن.
تقع في مقاطعة دورهام بولاية نورث كارولينا بالقرب من بوتنر.